# Королёв, Николай Николаевич
Николай Николаевич Королёв (1902—1965) — советский театральный художник, лауреат Сталинской премии третьей степени.

## Биография
Родился 12 февраля (30 января по старому стилю) 1902 года в Тобольске.
В 1925 году окончил Омский художественный техникум.
Сценическую деятельность начал в 1930 году. Как сценограф

 работал в театрах Сарапула, Челябинска, Сталинграда.
В 1934—1937 годах — главный художник Воронежского «Молодого театра».
Со второй половины 1937 года — художник Днепропетровского украинского театра им. Т. Шевченко.
Работы Королёва отличались поэтичностью, лаконизмом формы, выразительностью .
Умер 9 января 1965 года в Днепропетровске.

## Оформил спектакли
- «Ромео и Джульетта» по пьесе У. Шекспира
- «Интервенция» по пьесе Л. И. Славина
- «Женитьба» по пьесе Н. В. Гоголя
- «Таланты и поклонники» по пьесе А. Н. Островского
- «Мещанин во дворянстве» по пьесе Мольера
- 1937 — «Правда» по пьесе А. Е. Корнейчука
- 1938 — «Последние» по пьесе М. Горького
- 1941 — «Гроза» по пьесе А. Н. Островского
- 1942 — «Русские люди» по пьесе К. М. Симонова
- 1950 — «Навеки вместе» по пьесе Л. Д. Дмитерко
- 1956 — «Оптимистическая трагедия» по пьесе В. В. Вишневского

## Награды и премии
- Медаль «За доблестный труд в Великой Отечественной войне 1941—1945 гг.»
- Сталинская премия третьей степени (1951) — за оформление спектакля «Навеки вместе» по пьесе Любомира Дмитерко на сцене ДУАДТ имени Т. Г. Шевченко.